# Арамбилет Альварес, Анхель Луис
А́нхель Луи́с Арамбиле́т А́льварес (исп. Ángel Luis Arambilet Álvarez; род. 16 сентября 1957, Санто-Доминго, Доминиканская Республика) — писатель
, сценарист, художник-график и кинематографист из Доминиканской республики. Подписывается обычно одной фамилией Арамбилет.
Арамбилет был одним из 34 человек, опрошенных для проекта «История компьютерной графики и цифрового искусства». Вошёл в историю латиноамериканской литературы как первый автор, использовавший в своей прозе и поэзии приёмы ASCII art (произведения 1978 г., составившие сборник «Искусство и кибернетика» (исп. Arte у Cibernetica)).
Дважды лауреат Национальной литературной премии Доминиканской республики: за сборник рассказов «Лепестки шиповника» (исп. Los pétalos de la cayena; 1994) и роман «Секрет Негури» (исп. El secreto de Neguri; 2006).